# Ácido acetonadicarboxílico
El ácido acetonadicarboxílico o ácido 3-oxoglutárico, de fórmula química C5H6O5, es un simple ácido carboxílico, que puede ser utilizado como un bloque de construcción en la química orgánica.
Está disponible comercialmente. También se puede preparar por descarbonilación de ácido cítrico en fumante ácido sulfúrico:
El ácido acetonadicarboxílico es un componente clave en la síntesis de tropanos y sus alcaloides:
La reacción de ácido acetonadicarboxílico con 1,2-dicetonas se utiliza para la síntesis de cis-biciclo[3.3.0]octano-3,7-dionas (la reacción de Weiss–Cook):